# Pataki Gábor
Pataki Gábor (1972. február 20., Salgótarján — ) szerkesztő, újságíró
1994-ben kezdett el dolgozni az MTV szerkesztőségeiben, először információs szerkesztőként, később riporterként majd műsorszerkesztőként dolgozott az akkori közszolgálati televízió, hír és magazin műsoraiban (Híradó, Tízórai, Naprakész...). 1998-tól az induló kereskedelmi televízióknál riporterként külsősként, a közszolgálatban pedig élő műsorok felelős szerkesztőjeként dolgozott (Élesben, Nagy vita...). 2006-tól a Klubrádió napi 4 órás közéleti műsorának lett a szerkesztője, 2014- 2022-ig a Klubrádió főszerkesztője volt, vezetése alatt az FM rádió úgy alakult át  netes rádióvá, hogy az nem veszített hallgatókat. 2022 után saját stúdiót alapított volt kollégájával Podcasttér néven, közben megfordult a Partizán szerkesztőségében, 2023 óta a Telex munkatársa.